# Nungarin Shire
Koordinaten: 31° 11′ S, 118° 6′ O

Das Shire of Nungarin ist ein lokales Verwaltungsgebiet (LGA) im australischen Bundesstaat Western Australia. Das Gebiet ist 1164 km² groß und hat 250 Einwohner (2016).
Nungarin liegt im westaustralischen "Weizengürtel" im Zentrum des Staats etwa 230 Kilometer nordöstlich der Hauptstadt Perth. Der Sitz des Shire Councils befindet sich in der Ortschaft Nungarin, wo etwa 150 Einwohner leben (2016).

## Verwaltung
Der Nungarin Council hat sieben Mitglieder. Die Councillor werden von den Bewohnern der drei Wards (drei aus dem Central und je zwei aus dem Kwelkan/Danberrin/Elabbin und dem Mangowine/Campion/Knungajin Ward) gewählt.